# Liste des plus grands genres d'Angiospermes

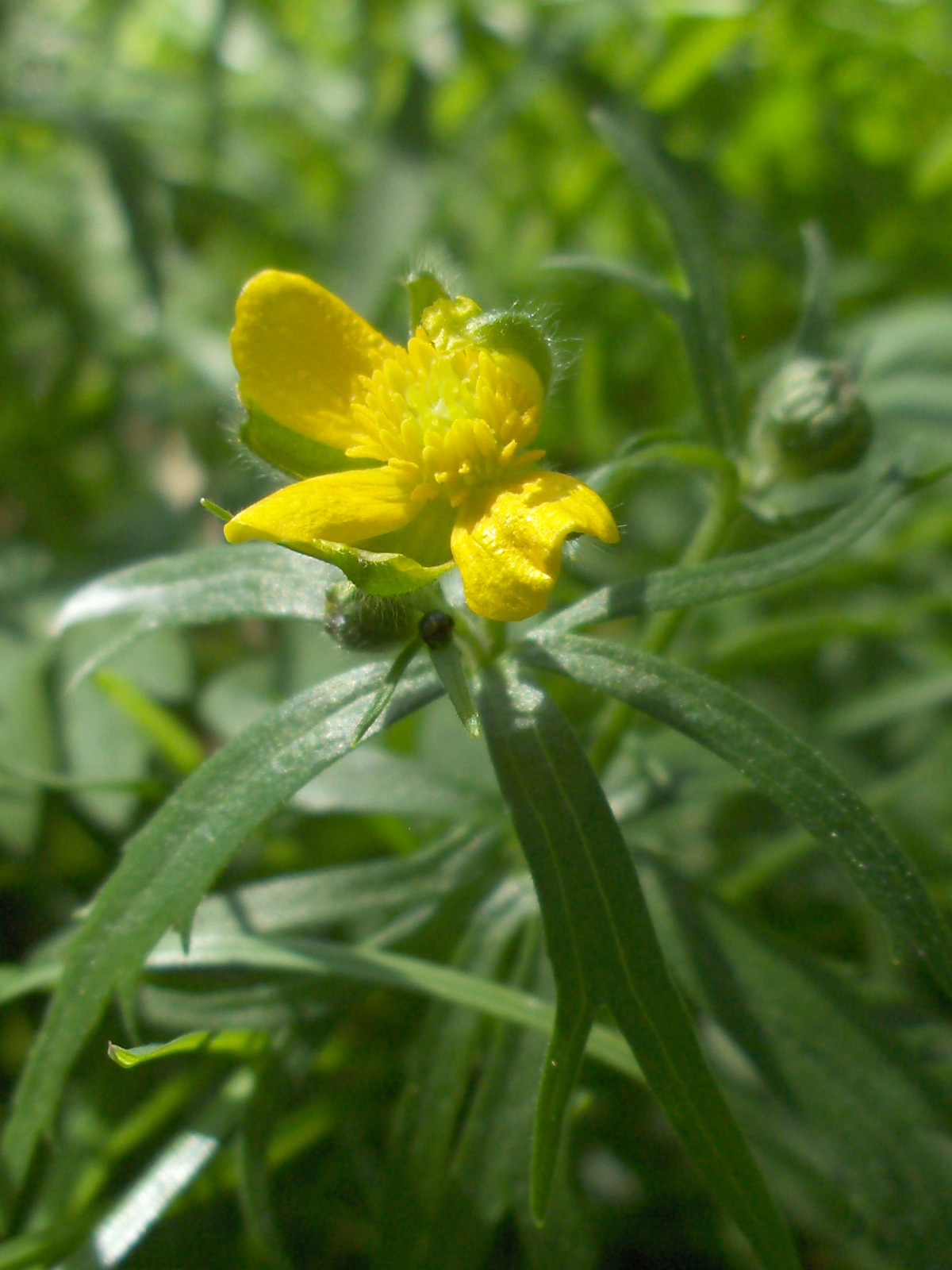
Les agamo-espèces du complexe d'espèces Ranunculus auricomus contribuent à gonfler le nombre d'espèces du genre Ranunculus.

La liste des plus grands genres d'Angiospermes recense 57 genres de plantes à fleurs qui contiennent au moins 500 espèces décrites. Le plus grand de ces genres est Astragalus (famille des Fabaceae), qui rassemble plus de 3 000 espèces.
La taille des genres botaniques est très variable, depuis les genres monotypiques, qui ne contiennent qu'une seule espèce, jusqu'à ceux qui en contiennent plusieurs milliers, et cette disparité est apparue très tôt dans l'histoire de la classification des plantes. Le plus grand genre créé par Linné  dans son  Species plantarum était Euphorbia, avec 56 espèces. Linné pensait qu'aucun genre ne devrait contenir plus de 100 espèces
Une partie de la disparité de taille des genres botaniques est attribuable à des facteurs historiques. Selon une hypothèse publiée par le botaniste britannique Stuart Max Walters en 1961, la taille des genres de plantes est liée à l'âge, non pas du taxon lui-même, mais du concept de taxon dans l'esprit des taxinomistes.
Les espèces de plantes européennes, sur lesquelles reposait l'essentiel de la taxinomie initiale, ont été réparties en genres relativement petits, alors que celles des tropiques ont été regroupées en genres beaucoup plus grands et plus hétérogènes.
De même, les plantes partageant des propriétés médicinales communes, telles que les nombreuses espèces d’Euphorbia, ont été réunies en un seul genre, tandis que les plantes aux usages divers, telles que les  graminées, ont été réparties dans plusieurs genres. Lorsqu'il existait de nombreux noms classiques pour des groupes de plantes, comme chez les  Apiaceae / Umbelliferae ou  les  Brassicaceae / Cruciferae, de petits genres ont été définis, alors que dans les groupes non subdivisés par les auteurs classiques les genres sont restés plus grands, comme c'est le cas de Carex,.
Un certain nombre de facteurs biologiques influencent également le nombre d'espèces. Par exemple, l'apparition de l'apomixie permet la reconnaissance d'un grand nombre d'agamo-espèces, et de tels taxons ont contribué à renforcer des genres tels que Ranunculus et Potentilla.
L'introduction de taxons infragénériques (tels que les sous-genres, sections et séries) au XIXe siècle par des botanistes, comme Augustin Pyrame de Candolle, a permis la conservation de grands genres qui autrement auraient été difficiles à manier. Le botaniste anglais E. J. H. Corner a estimé que l'étude de grands genres permettrait de mieux comprendre la biologie évolutive. Il a concentré ses efforts sur les grands genres tropicaux tels que Ficus.

## Les plus grands genres
Selon une analyse effectuée en 2004 par le taxinomiste botanique américain David Frodin, 57 genres de plantes à fleurs contiennent au moins 500 espèces.
Le nombre réel d’espèces n'est pas connu avec précision, car de nombreux genres n’ont pas fait l’objet de monographies récentes.
Par exemple, l'estimation du nombre d'espèces comprises dans le genre d'orchidée Pleurothallis varie entre 1120 et 2500. parmi les genres d’autres groupes de plantes vasculaires, qui ont un nombre d’espèces équivalent, figurent Selaginella, Asplenium et Cyathea.

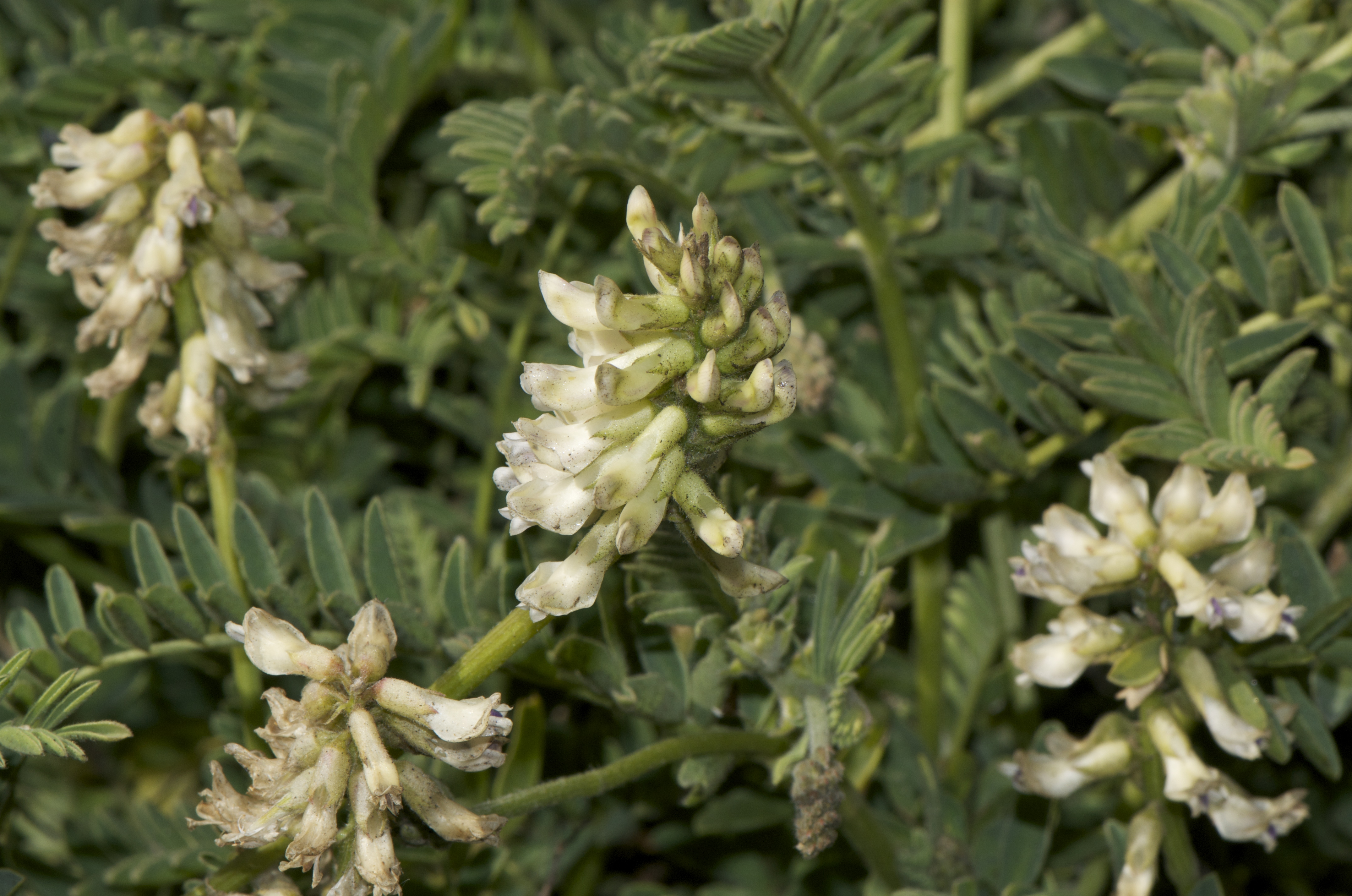
Astragalus, premier genre d'Angiospermes, avec plus de 3200 espèces, dont Astragalus agnicidus.

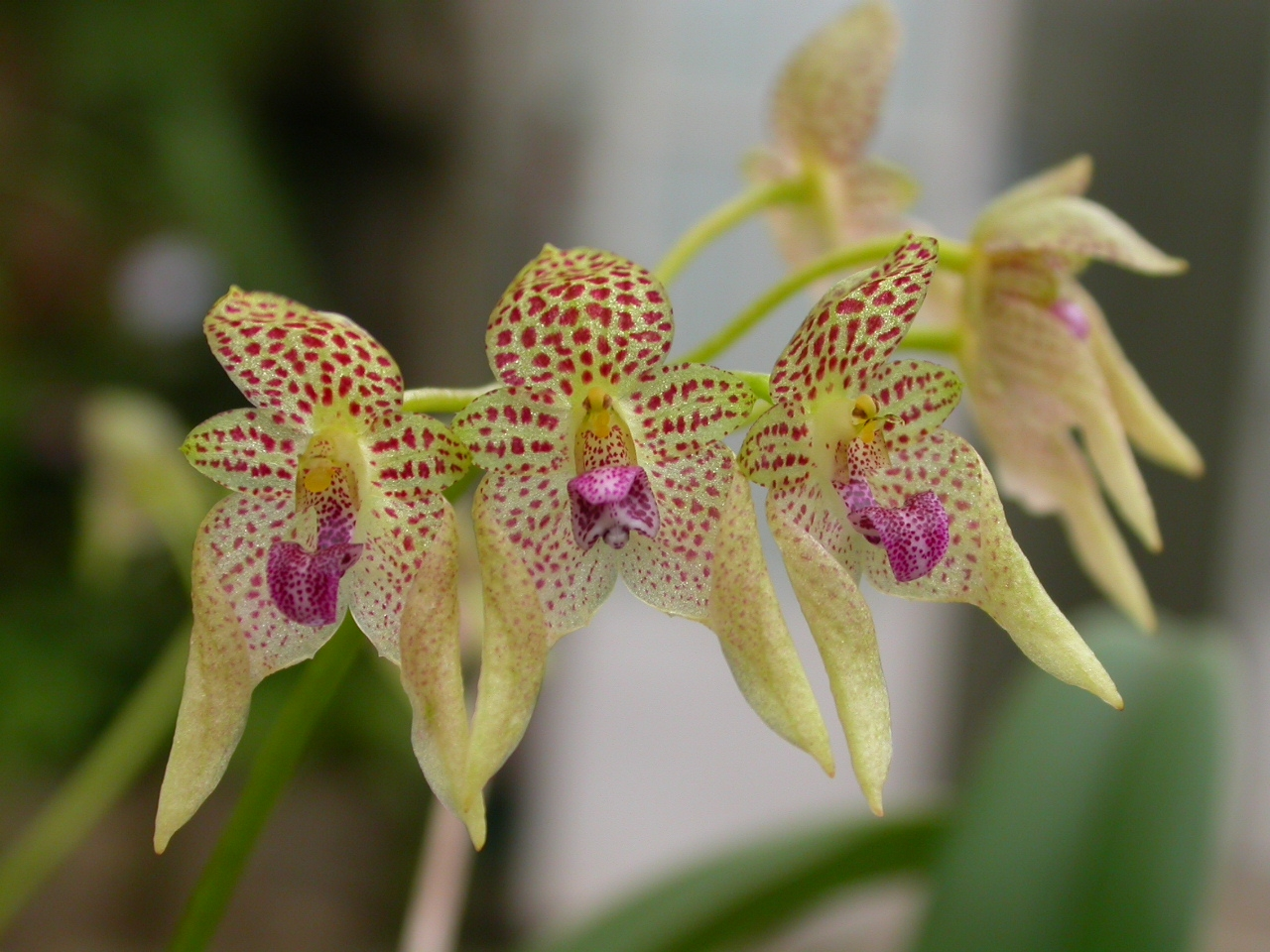
Bulbophyllum, deuxième genre d'Angiospermes, avec plus de 2000 espèces, dont Bulbophyllum guttulatum.

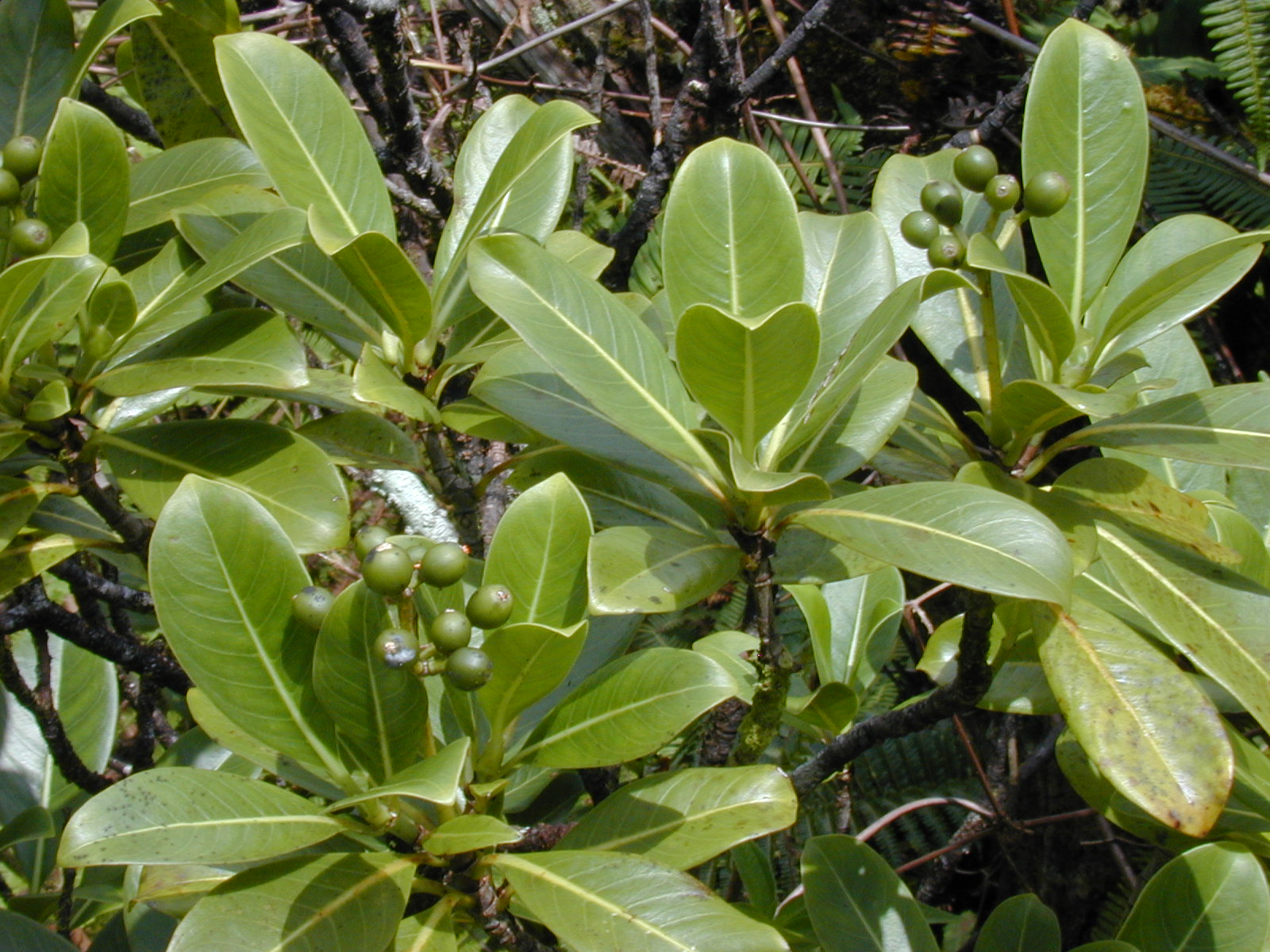
Psychotria, troisième genre d'Angiospermes, avec plus de 1900 espèces, dont Psychotria mariniana.

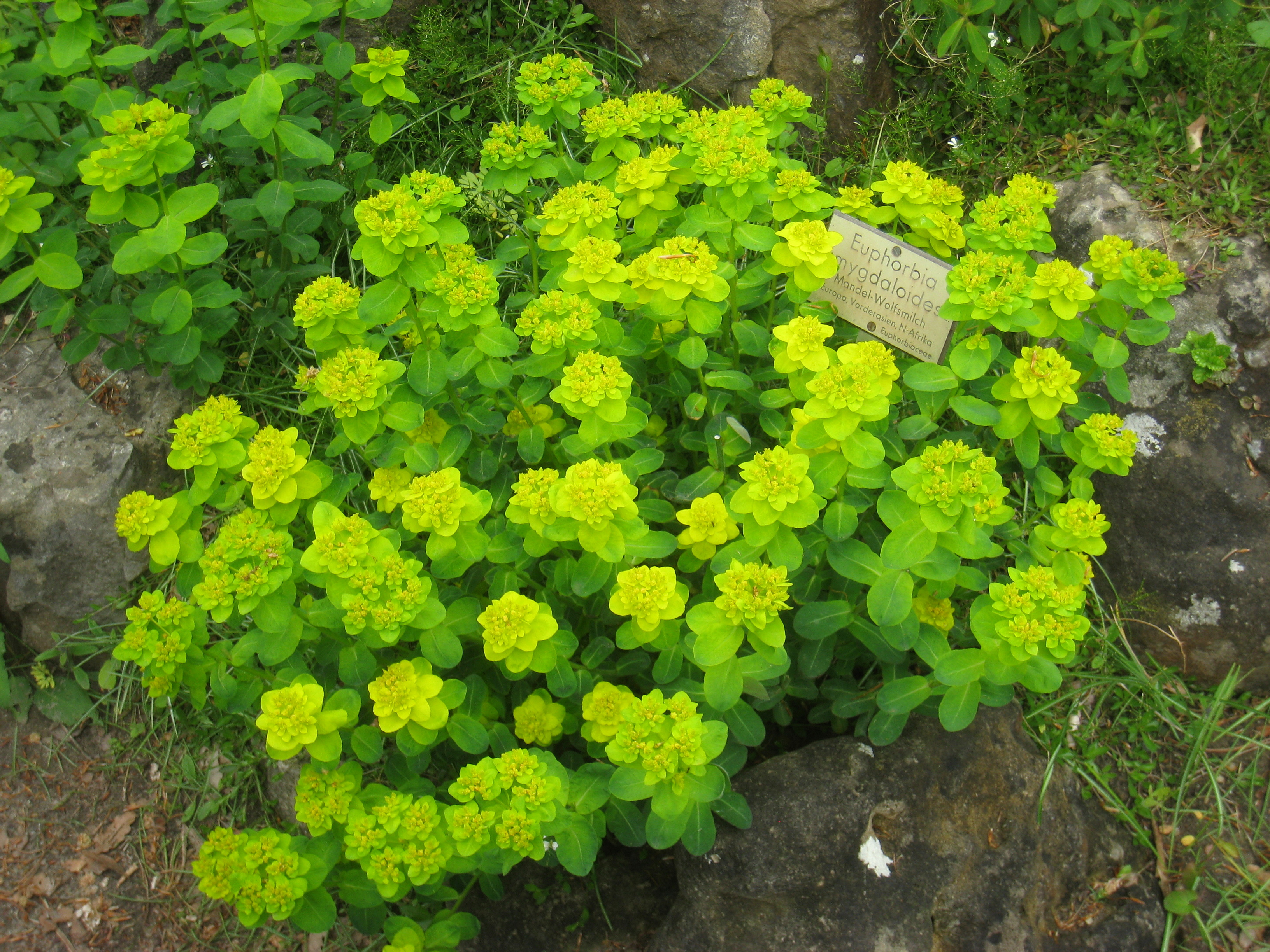
Euphorbia, quatrième genre d'Angiospermes, avec plus de 1800 espèces, dont Euphorbia amygdaloides.

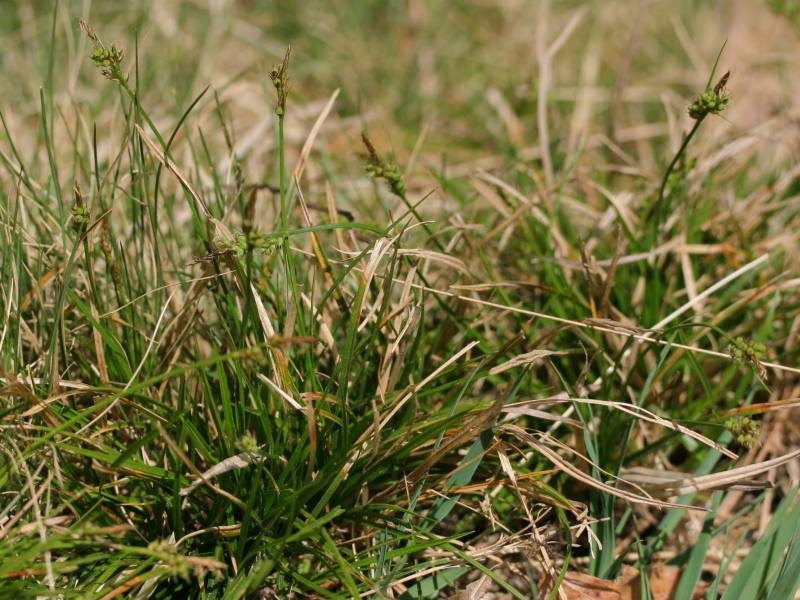
Carex, cinquième genre d'Angiospermes, avec plus de 1700 espèces, dont Carex pilulifera.

| Rang | Genre         | Espèces   | Famille         | Liste d'espèces                          |
| ---- | ------------- | --------- | --------------- | ---------------------------------------- |
| 1    | Astragalus    | 3270      | Fabaceae        | Liste des espèces du genre Astragalus    |
| 2    | Bulbophyllum  | 2032      | Orchidaceae     | Liste des espèces du genre Bulbophyllum  |
| 3    | Psychotria    | 1951      | Rubiaceae       | Liste des espèces du genre Psychotria    |
| 4    | Euphorbia     | 1836      | Euphorbiaceae   | Liste des espèces du genre Euphorbia     |
| 5    | Carex         | 1795      | Cyperaceae      | Liste des espèces du genre Carex         |
| 6    | Begonia       | 1484      | Begoniaceae     | Liste des espèces du genre Begonia       |
| 7    | Dendrobium    | 1371      | Orchidaceae     | Liste des espèces du genre Dendrobium    |
| 8    | Acacia        | c. 1353   | Fabaceae        | Liste des espèces du genre Acacia        |
| 9    | Solanum       | c. 1250   | Solanaceae      | Liste des espèces du genre Solanum       |
| 10   | Senecio       | c. 1250   | Asteraceae      | Liste des espèces du genre Senecio       |
| 11   | Croton        | 1223      | Euphorbiaceae   | Liste des espèces du genre Croton        |
| 12   | Pleurothallis | 1120+     | Orchidaceae     | Liste des espèces du genre Pleurothallis |
| 13   | Eugenia       | 1113      | Myrtaceae       | Liste des espèces du genre Eugenia       |
| 14   | Piper         | 1055      | Piperaceae      | Liste des espèces du genre Piper         |
| 15   | Ardisia       | 1046      | Primulaceae     | Liste des espèces du genre Ardisia       |
| 16   | Syzygium      | 1041      | Myrtaceae       | Liste des espèces du genre Syzygium      |
| 17   | Rhododendron  | c. 1000   | Ericaceae       | Liste des espèces du genre Rhododendron  |
| 18   | Miconia       | 1000      | Melastomataceae | Liste des espèces du genre Miconia       |
| 19   | Peperomia     | 1000      | Piperaceae      | Liste des espèces du genre Peperomia     |
| 20   | Salvia        | 945       | Lamiaceae       | Liste des espèces du genre Salvia        |
| 21   | Erica         | 860       | Ericaceae       | Liste des espèces du genre Erica         |
| 22   | Impatiens     | 850       | Balsaminaceae   | Liste des espèces du genre Impatiens     |
| 23   | Cyperus       | 839       | Cyperaceae      | Liste des espèces du genre Cyperus       |
| 24   | Phyllanthus   | 833       | Phyllanthaceae  | Liste des espèces du genre Phyllanthus   |
| 25   | Allium        | 815       | Amaryllidaceae  | Liste des espèces du genre Allium        |
| 26   | Epidendrum    | 800       | Orchidaceae     | Liste des espèces du genre Epidendrum    |
| 27   | Vernonia      | 800–1,000 | Asteraceae      | Liste des espèces du genre Vernonia      |
| 28   | Lepanthes     | c. 800    | Orchidaceae     | Liste des espèces du genre Lepanthes     |
| 29   | Anthurium     | 789       | Araceae         | Liste des espèces du genre Anthurium     |
| 30   | Diospyros     | 767       | Ebenaceae       | Liste des espèces du genre Diospyros     |
| 31   | Ficus         | 750       | Moraceae        | Liste des espèces du genre Ficus         |
| 32   | Indigofera    | 700+      | Fabaceae        | Liste des espèces du genre Indigofera    |
| 33   | Justicia      | c. 700    | Acanthaceae     | Liste des espèces du genre Justicia      |
| 34   | Silene        | 700       | Caryophyllaceae |                                          |
| 35   | Oxalis        | 700       | Oxalidaceae     |                                          |
| 36   | Crotalaria    | 699       | Fabaceae        |                                          |
| 37   | Centaurea     | 695       | Asteraceae      |                                          |
| 38   | Cassia        | 692       | Fabaceae        |                                          |
| 39   | Eucalyptus    | 681       | Myrtaceae       | Liste des espèces du genre Eucalyptus    |
| 40   | Oncidium      | 680       | Orchidaceae     |                                          |
| 41   | Galium        | 661       | Rubiaceae       | Liste des espèces du genre Galium        |
| 42   | Cousinia      | 655       | Asteraceae      |                                          |
| 43   | Ipomoea       | 650       | Convolvulaceae  | Liste des espèces du genre Ipomoea       |
| 44   | Dioscorea     | 631       | Dioscoreaceae   |                                          |
| 45   | Cyrtandra     | 622       | Gesneriaceae    |                                          |
| 46   | Helichrysum   | 600       | Asteraceae      |                                          |
| 47   | Ranunculus    | 600       | Ranunculaceae   | Liste des espèces du genre Ranunculus    |
| 48   | Habenaria     | 600       | Orchidaceae     | Liste des espèces du genre Habenaria     |
| 49   | Schefflera    | 584       | Araliaceae      | Liste des espèces du genre Schefflera    |
| 50   | Ixora         | 561       | Rubiaceae       | Liste des espèces du genre Ixora         |
| 51   | Berberis      | 556       | Berberidaceae   | Liste des espèces du genre Berberis      |
| 52   | Quercus       | 531       | Fagaceae        | Liste des espèces du genre Quercus       |
| 53   | Pandanus      | c. 520    | Pandanaceae     | Liste des espèces du genre Pandanus      |
| 54   | Panicum       | 500+      | Poaceae         | Liste des espèces du genre Panicum       |
| 55   | Eria          | 500       | Orchidaceae     |                                          |
| 56   | Polygala      | 500       | Polygalaceae    |                                          |
| 57   | Potentilla    | 500       | Rosaceae        | Liste des espèces du genre Potentilla    |